# Джексон (округ, Північна Кароліна)
Шаблон:StateAbbr_ 35°17′ пн. ш. 83°08′ зх. д. / 35.29° пн. ш. 83.14° зх. д.
Округ  Джексон (англ. Jackson County) — округ (графство) у штаті  Північна Кароліна, США. Ідентифікатор округу 37099.

## Історія
Округ утворений 1851 року.

## Демографія
За даними перепису 
2000 року 
загальне населення округу становило 33121 осіб, зокрема міського населення було 7177, а сільського — 25944.
Серед мешканців округу чоловіків було 16174, а жінок — 16947. В окрузі було 13191 домогосподарство, 8586 родин, які мешкали в 19291 будинках.
Середній розмір родини становив 2,79.
Віковий розподіл населення поданий у таблиці:
| Стать    | До 15 років | 15-21 | 22-29 | 30-39 | 40-49 | 50-65 | 65-85 | Понад 85 |
| -------- | ----------- | ----- | ----- | ----- | ----- | ----- | ----- | -------- |
| Чоловіки | 2639        | 2575  | 2060  | 2017  | 2048  | 2908  | 1789  | 138      |
| Жінки    | 2554        | 2571  | 1783  | 1949  | 2325  | 3132  | 2303  | 330      |

## Суміжні округи
- Гейвуд — північний схід
- Трансильванія — схід
- Оконі, Південна Кароліна — південь
- Мейкон — захід
- Свейн — північний захід

## Виноски
1. ↑  U.S. Decennial Census. United States Census Bureau. Архів оригіналу за 26 квітня 2015. Процитовано 17 січня 2015.
2. ↑  Historical Census Browser. University of Virginia Library. Архів оригіналу за 11 серпня 2012. Процитовано 17 січня 2015.
3. ↑  Forstall, Richard L., ред. (27 березня 1995). Population of Counties by Decennial Census: 1900 to 1990. United States Census Bureau. Архів оригіналу за 3 березня 2015. Процитовано 17 січня 2015.
4. ↑  Census 2000 PHC-T-4. Ranking Tables for Counties: 1990 and 2000 (PDF). United States Census Bureau. 2 квітня 2001. Архів оригіналу (PDF) за 18 грудня 2014. Процитовано 17 січня 2015.
5. ↑  State & County QuickFacts. United States Census Bureau. Архів оригіналу за 7 червня 2011. Процитовано 21 жовтня 2013.(англ.) Наведено за англійською вікіпедією.
6. ↑  American FactFinder. Бюро перепису населення США. Архів оригіналу за 21 травня 2008. Процитовано 31 січня 2008.

| США | Це незавершена стаття з географії США. Ви можете допомогти проєкту, виправивши або дописавши її. |